# Sobreganade
Sobreganade (llamada oficialmente San Mamede de Sobreganade) es una parroquia y un pueblo del municipio español de Porquera, en la provincia de Orense, Galicia.

## Toponimia
La parroquia también es conocida por el nombre de San Mamed de Sobreganade.

## Organización territorial
La parroquia está formada por cuatro entidades de población:
- Nocelo
- Rosendo
- San Mamed de Sobreganade (San Mamede de Sobreganade)
- Soutelo

## Demografía

### Parroquia
| Gráfica de evolución demográfica de Sobreganade (parroquia) entre 2000 y 2023 |
|                                                                               |
| Datos según el nomenclátor publicado por el INE.                              |

### Pueblo
| Gráfica de evolución demográfica de Sobreganade (pueblo) entre 2000 y 2023 |
|                                                                            |
| Datos según el nomenclátor publicado por el INE.                           |